# Invasionen af Grenada
Invasionen af Grenada, med kodenavnet Operation Urgent Fury (dansk: Operation Hastende Vrede), var en amerikansk ledet invasion af østaten Grenada som en reaktion på et kup udført af vicepremierminister Bernard Coard. Fra 25. oktober 1983 landsatte USA, Barbados, Jamaica og medlemmer af Organisationen for Østcaribiske Stater (OECS), tropper på Grenada, sejrede over den grenadiske og cubanske modstand og væltede Bernard Coards regering.

## Baggrund
I 1979 blev Grenadas regering, under Eric Gairy, væltet af Maurice Bishop under et ublodigt kup. Bishop etablerede et marxistisk-leninistisk styre og oprettede relationer til Sovjetunionen og Cuba.

Østaten begyndte en oprustning af den ellers lille hær, og med cubansk hjælp begyndte man at bygge en international lufthavn.
Præsident Ronald Reagan mente, at denne lufthavn og andre projekter beviste, at Grenada var en potentiel trussel imod USA. Grenada blev beskyldt for at tage del i en sovjetisk-cubansk oprustning i caribien og for at deltage i våbensmugling til mellemamerikanske oprørere.
Maurice Bishop fremførte, at lufthavnen blev bygget for at modtage turister.
13. oktober 1983 overtog vicepremierminister Bernard Coard magten fra Bishop, som blev henrettet trods massive protester fra befolkningen.
Organisationen for Østcaribiske Stater (OECS) bad USA, Barbados og Jamaica om hjælp. USA's argumenter for at invadere Grenada var, at man ikke kunne tolerere ustabilitet i et land så tæt på egne grænser, samt at der var amerikanske medicinstuderende på øen. Canada og Storbritannien, der også begge havde borgere i Grenada, var dog modstandere af invasionen.

## Invasionen
Invasionen begyndte den 25. oktober 1983 klokken 5 om morgenen. Det var den første større militæroperation udført af det amerikanske militær siden vietnamkrigen. Invasionsstyrken bestod af 7.000 amerikanske soldater og 300 OECS tropper. Forsvarerne var 1.500 grenadiske soldater og ca. 600 cubanere, hovedsagelig ingeniørtropper.
Kampene varede i flere dage. De officielle amerikanske kilder fortæller, at forsvarerne var velforberedte, godt placeret og ydede så kraftig modstand, at amerikanerne indsatte to bataljoner som forstærkninger om aftenen den 26. oktober.
Ildkraften fra amerikanske krigsskibe og kamphelikoptere fik dog til sidst bugt med forsvarerne.
De amerikanske styrkers tab var 19 dræbte og 116 sårede. Grenadas var 45 dræbte og 358 sårede. Mindst 24 civile mistede livet. Cubas tab var 25 dræbte, 59 sårede og 638 tilfangetagne.
I december 1983 trak de amerikanske styrker sig ud af Grenada, efter at en ny regering var blevet indsat.
De amerikanske erfaringer fra invasionen var, at der var behov for bedre kommunikation og koordination imellem de forskellige værn. En konsekvens af dette blev oprettelsen af USSOCOM (United States Special Operations Command) i 1987.

## International modstand og kritik
Grenada var en del af Commonwealth-landene. Invasionen blev kritiseret af blandt andet Storbritannien og Canada. Den britiske premierminister Margaret Thatcher var personligt modstander af invasionen.
Der var også kritik fra store dele af resten af verden. I Mexico City protesterede 10.000 studenter foran den amerikanske ambassade. Desuden store demonstrationer i Havana på Cuba og i Nicaraguas hovedstad Managua.
Hundreder stormede den amerikanske ambassade i La Paz i Bolivia. I den Dominikanske Republik blev demonstrationer opløst af skud. I Trinidad fordømte oliearbejdernes fagforening invasionen. I USA blev invasionen fordømt af sammenslutningen af afro-amerikanske kongresmedlemmer og repræsentanter for de statsansattes fagforening.
12°03′N 61°45′V / 12.05°N 61.75°V